# K239 Chunmoo
K239 Chunmoo raketni je topnički sustav razvijen 2013. kako bi zamijenio zastarjeli K136 Kooryong južnokorejske vojske.

## Dizajn i razvoj
K239 Chunmoo je samohodni višecijevni bacač raketa (MRL) koji može ispaliti nekoliko različitih vođenih ili nevođenih topničkih raketa.
K239 može lansirati K33 131 mm rakete, ali ne 130 mm rakete (kao što su K30, K37 i K38), koje se koriste u postojećem raketnom topničkom sustavu K136 Kooryong. Lanser K239 nosi dvije lansirne kapsule koje mogu primiti tri vrste raketa:
- 20 K33 131 mm nevođenih raketa, prethodno korištenih na K136 Kooryong, s dometom od 36 km.
- Šest raketa KM26A2 230 mm koje se temelje na nevođenoj raketi DPICM M26 227 mm koja se koristi u vozilima M270 MLRS kojima upravlja južnokorejska vojska, s dometom od 45 km.
- Šest navođenih raketa od 239 mm s bojnim glavama visoke eksplozivnosti ili kazetnim bombama sa stotinama bombica, dizajniranih za K239 Chunmoo s dometom od 80 km.[1]

Rakete od 239 mm duge su 3,96 m i vođene su GPS-om pomoću INS-a, a raketa je dizajnirana da bude opremljena s dvije vrste bojevih glava, visokoeksplozivnom bojnom glavom razvijenom kao razbijač bunkera ili bojevom glavom kazetne bombe, sa stotine bombica, za upotrebu protiv osoblja na širokom području. Visokoeksplozivna bojeva glava eksplodira pri udaru
za upotrebu protiv osoblja i eksplodira nakon odgode za uništavanje bunkera, to je bio zahtjev vojske Republike Koreje da raketa ima penetratorsku bojevu glavu koja bi se koristila kao rješenje za uništavanje bunkera protiv velikog broja bunkera duž DMZ-a. 
Dvije različite vrste raketnih kapsula mogu se puniti odjednom. Raketna kapsula može lansirati šest raketa od 239 mm u 30 sekundi i ukupno 12 raketa u jednoj minuti, a moguće je ponovno napuniti dvije raketne kapsule za sedam minuta. Lansirno vozilo temelji se na šasiji kamiona Doosan DST (sada Hanwha Defense) K239L 8×8 s oklopnom kabinom koja štiti tročlanu posadu od vatre malog oružja i krhotina topničkih granata, kao i NBC zaštitu. Vozilo se može popeti uz strmine od 60% (20 stupnjeva) i opremljeno je sustavom protiv blokiranja kotača (ABS), Run-flat gumama i središnjim sustavom za napuhavanje guma (CTIS). Svaki lanser Chunmoo uparen je s K239T vozilom za podršku streljivom (ASV) koje koristi isti tip kamionske šasije i nosi četiri kapsule za punjenje. Baterija ROK Army Chunmoo sastoji se od 18 vozila i koristi K200A1 kao zapovjedno vozilo.

## Poboljšanja

### Rakete povećanog dometa
U lipnju 2022. Južnokorejska agencija za obrambeni razvoj otkrila je napore da se poveća domet raketa Chunmoo od 239 mm na 200 km. To bi im dalo domet sličan sjevernokorejskom 300 mm KN-09. Istraživački i razvojni napori procjenjuju tehnologiju kanalske raketne propulzije, koja dodaje ulaz zraka koji apsorbira vanjski zrak i kombinira ga s generatorom plina za izgaranje kako bi se proizveo veći potisak, kao i ventil koji kontrolira protok plina za manevriranje. Također postoji istraživanje o većoj raketi od 400 mm, od koje bi Chunmoo mogao nositi četiri.

### KTSSM-2
Dana 27. travnja 2022., južnokorejska Uprava za obrambeni program nabave objavila je plan za razvoj taktičkog navođenog oružja zemlja-zemlja montiranog na vozilo (KTSSM-2). Svrha ovog razvojnog projekta je poboljšati postojeći KTSSM-1 kako bi se povećao domet sa 180 km na 290 km i integrirati sustave taktičkih balističkih projektila u razne vrste transporter erector lansera (TEL) kao što su K239 Chunmoo. Razvojni projekt trebao bi započeti 2023. i planira se dovršiti razvoj s ukupnim proračunom od 1,56 trilijuna vona (1,232 USD milijardi) do 2034.

## Izvoz

### Poljska
Dana 27. kolovoza 2022., poljski ministar obrane, Mariusz Błaszczak, rekao je da su u tijeku pregovori o nabavi južnokorejskog raketnog topničkog sustava. 13. listopada 2022. Poljska agencija za naoružanje objavila je da su pregovori s Južnom Korejom o nabavi gotovo 300 K239 Chunmoo sustava završeni i da će okvirni sporazum biti potpisan 17. listopada. Poljska je prvotno namjeravala nabaviti 500 američkih lansera M142 HIMARS, ali takva narudžba nije mogla biti ispunjena u zadovoljavajućem roku, pa je donesena odluka da se narudžba HIMARS podijeli u dvije faze, kupnjom manje količine od M142 HIMARS i dodavanjem nabave Chunmoo; prvi južnokorejski lanseri trebali bi biti isporučeni 2023. U Poljskoj je 19. listopada 2022. potpisan ugovor o nabavi 288 Chunmoo MLRS montiranih na Jelcz 8x8 šasiju i opremljenih poljskim TOPAZ integriranim sustavom upravljanja borbom s 23 tisuće projektila dometa 80 i 290 kilometara.